# Anders Peter Nielsen
Anders Peter Nielsen (25 de mayo de 1867 - 16 de abril de 1950) fue un tirador danés que compitió en los finales del siglo XIX y principios del siglo XX en tiro con rifle. Él participó en los Juegos Olímpicos de París 1900 y ganó tres medallas de plata en el rifle militar en las categorías arrodillados, posiciones prono y 3.
Veinte años más tarde ganó la medalla de oro como parte del equipo de tiro danesa en el rifle militar 300 m, en competición por equipos de pie.